# Me'ir Dagan
Me'ir Dagan (hebrejsky: מאיר דגן, rodným jménem Me'ir Huberman; 30. ledna 1945 – 17. března 2016) byl izraelský generál, který v letech 2002 až 2010 zastával funkci ředitele izraelské zpravodajské služby Mosad.

## Biografie
Narodil se v Novosibirsku v Sovětském svazu (dnešní Rusko) přeživším holokaust. V roce 1950, tedy zhruba v pěti letech, podnikl s rodiči aliju do Izraele, kde se usadili v pobřežním městě Bat Jam nedaleko Tel Avivu.
V roce 1963 nastoupil povinnou vojenskou službu v Izraelských obranných silách (IOS), kde se stal výsadkářem. V šestidenní válce v roce 1967 velel jednotce bojující na Sinajském poloostrově a účastnil se též bojů o Golanské výšiny. Dvakrát byl zraněn v boji a v roce 1971 obdržel medaili Za odvahu, když čelil palestinskému teroristovi s odjištěným granátem. Během první libanonské války v roce 1982 velel v Barakově obrněné brigádě. Během vojenské služby byl dvakrát raněn. V roce 1995 Dagan z IOS odešel. O rok později se na žádost premiéra Šimona Perese vrací zpět do veřejné služby ve funkci zástupce velitele Protiteroristické jednotky Amiho Ajalona. Po jeho odchodu na místo ředitele Šin Bet se stává velitelem. Koncem 90. let se stává poradce náčelníka Generálního štábu IOS.
Ředitelem Mosadu je Dagan jmenován premiérem Arielem Šaronem v srpnu 2002 , kdy nahradil odcházejícího Efrajima Haleviho. Jeho funkční období pak bylo dvakrát prodlouženo. Poprvé v únoru 2007 Ehudem Olmertem a následně v roce 2009 premiérem Benjaminem Netanjahuem. Koncem listopadu 2010 jmenoval Netanjahu Daganovým nástupcem Tamira Parda, který jej k 1. lednu 2011 ve funkci nahradil.
Dagan byl držitelem bakalářského titulu z politologie na Haifské univerzitě. Během své vojenské kariéry vystudoval malířství a sochařství na Telavivské univerzitě. Byl vegetarián a amatérský malíř.
Zemřel 17. března 2016 ve věku 71 let.